# Luceria cooki
Luceria cooki är en fjärilsart som beskrevs av Holloway 1977. Luceria cooki ingår i släktet Luceria och familjen nattflyn. Inga underarter finns listade i Catalogue of Life.